# Ichthydium auritum
Ichthydium auritum is een buikharige uit de familie Chaetonotidae. Het dier komt uit het geslacht Ichthydium. Ichthydium auritum werd in 1950 voor het eerst wetenschappelijk beschreven door Brunson. 